# Język komyandaret
Język komyandaret, także: taret, komyedalin – bliżej niepoznany język papuaski używany przez grupę ludności w prowincji Papua w Indonezji. Według danych z 2000 roku mówi nim 300 osób.
Według doniesień z 2000 r. obszar jego użycia to niewielka wieś Danokit. Z danych Peta Bahasa wynika, że posługują się nim mieszkańcy Kampung RT 4 Danau Kit (dystrykt Firiwage, kabupaten Boven Digul). Oprócz tego jest używany we wsi Kaway, gdzie współistnieje z językiem tsaukambo (saukambo).
Doniesienia sugerują, że znany jest też język indonezyjski, niemniej komyandaret pozostaje preferowanym środkiem komunikacji w praktycznie wszystkich sferach życia. Dostęp do edukacji jest silnie ograniczony.
Języki komyandaret i tsaukambo są ze sobą blisko spokrewnione, uchodzą za wzajemnie zrozumiałe i niewykluczone, że stanowią dialekty jednego języka. Można też przypuszczać, że komunikacja między obiema grupami jest możliwa ze sprawą częstej wielojęzyczności. W publikacji Ethnologue (wyd. 22) zostały powiązane z językiem ngalum, z kolei L. de Vries (2012) wskazuje na ich bliższe pokrewieństwo z językiem korowai .
Nie wykształcił piśmiennictwa.